# Jardin de la Renaissance italienne

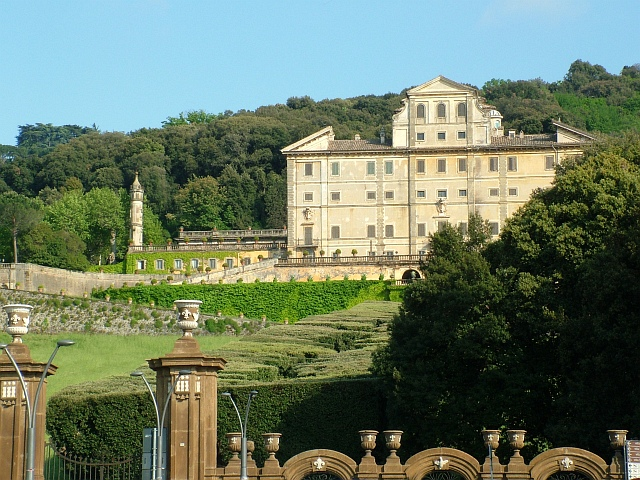
Jardins de la Villa Aldobrandini (1598).

Le jardin de la Renaissance italienne est un style de jardin apparu à la fin du XVe siècle dans les villas de Rome et de Florence. Inspiré par les idéaux classiques d'ordre et de beauté, il est destiné au plaisir de la vue sur le jardin lui-même et sur le paysage au-delà, pour la contemplation et le plaisir des images, des sons et des odeurs du jardin.
À la fin de la Renaissance, les jardins deviennent plus grands, plus grandioses et plus symétriques et sont ornés de fontaines, de statues, de grottes ornementales, d'orgues hydrauliques et d'autres éléments conçus pour ravir leurs propriétaires, et amuser et impressionner les visiteurs. Le style est imité dans toute l'Europe, influençant les jardins de la Renaissance française, le jardin à nœuds anglais (Knot garden) et le jardin à la française qui se développe au XVIIe siècle.

## Contexte

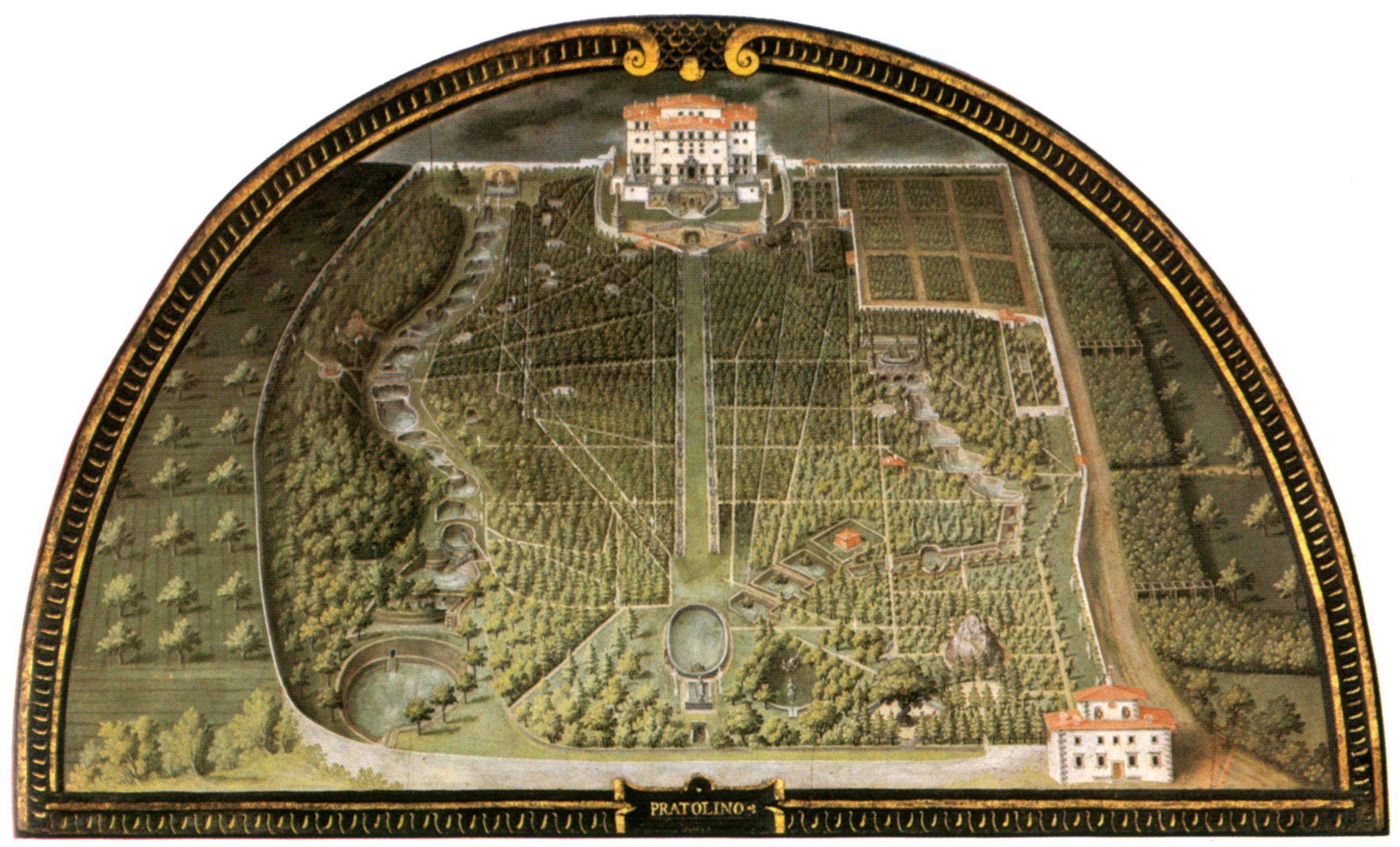
Lunette peinte par Giusto Utens en 1598, du jardin Médicis de la Villa di Pratolino.

Avant la Renaissance italienne, les jardins médiévaux italiens sont entourés de murs et sont consacrés à la culture de légumes, de fruits et de plantes médicinales ou, dans le cas des jardins monastiques, à la méditation et à la prière silencieuses. Le jardin de la Renaissance italienne fait tomber le mur entre le jardin, la maison et le paysage extérieur.
Dès le début de l'époque moderne, les traductions d'œuvres classiques commencent à circuler dans la société européenne et, au milieu du XVIe siècle, les influences de Francesco di Giorgio Martini et Sebastiano Serlio se manifestent.
Le jardin de la Renaissance italienne, comme l'art et l'architecture de la Renaissance, est né de la redécouverte par les érudits des modèles romains classiques. Ils s'inspirent des descriptions des anciens jardins romains, les Horti, d'Ovide dans ses Métamorphoses, des lettres de Pline le Jeune, de l'Histoire naturelle de Pline l'Ancien et du Rerum Rusticanum de Varron, qui donnent toutes une description détaillée et lyrique des jardins des villas romaines.
Pline le Jeune décrit sa vie dans sa villa de Laurentum : « une vie belle et authentique, heureuse et honorable, plus gratifiante que n'importe quelle « affaire » peut l'être. Vous devriez profiter de la première occasion pour quitter le vacarme, l’agitation futile et les occupations inutiles de la ville et vous consacrer à la littérature ou aux loisirs. » Le but d'un jardin, selon Pline, est l'otium, qui pourrait être traduit par isolement, sérénité ou détente, ce qui est à l'opposé de l'idée de negotium, qui classifie souvent la vie urbaine trépidante. Un jardin est un lieu de réflexion, de détente et d’évasion.
Pline décrit des allées ombragées bordées de haies, de parterres ornementaux, de fontaines, d'arbres et d'arbustes taillés en formes géométriques ou étonnantes, autant d'éléments qui feront partie du futur jardin de la Renaissance.

## Alberti et les principes du jardin de la Renaissance

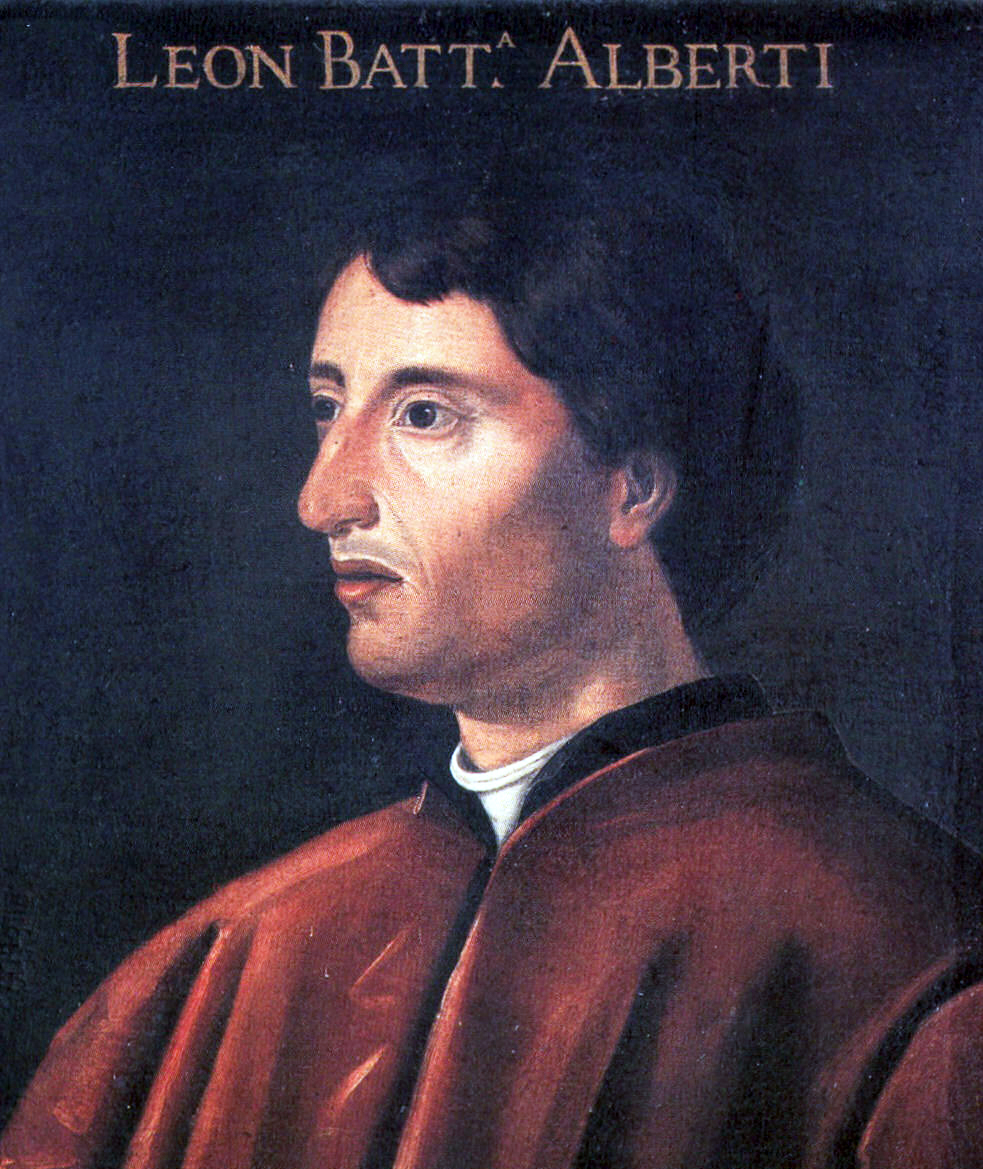
Ḗcole florentine, Léon Battista Alberti, v. 1650-1660, musée des Offices.

Le premier texte de la Renaissance à inclure la conception de jardins est le L'Art d'édifier (De re aedificatoria) de Leon Battista Alberti (1404-1472). Il s'inspire des principes architecturaux de Vitruve et utilise des citations de Pline l'Ancien et de Pline le Jeune pour décrire à quoi devrait ressembler un jardin et comment il devrait être utilisé. Il soutient qu'une villa doit à la fois être regardée et être un endroit depuis lequel regarder, que la maison doit être placée au-dessus du jardin, d'où elle peut être vue et d'où le propriétaire peut regarder vers le jardin.
Alberti écrit : « La construction réjouira le visiteur si, en quittant la ville, il voit la villa dans tout son charme, comme pour séduire et accueillir les nouveaux arrivants. Pour cela, je la placerais sur un terrain légèrement surélevé. Je voudrais aussi que la route monte si doucement qu'elle trompe ceux qui l'empruntent au point qu'ils ne réalisent pas à quelle hauteur ils ont grimpé jusqu'à ce qu'ils découvrent la campagne en contrebas. »
Alberti écrit, que dans le jardin, : « ...Il faut placer des portiques pour donner de l'ombre, des jardinières où grimpent les vignes, posées sur des colonnes de marbre ; des vases et des statues amusantes, à condition qu'elles ne soient pas obscènes. Il faut aussi avoir des plantes rares... . Les arbres doivent être alignés et disposés uniformément, chaque arbre étant aligné avec ses voisins. »

## Influence littéraire sur le jardin de la Renaissance italienne

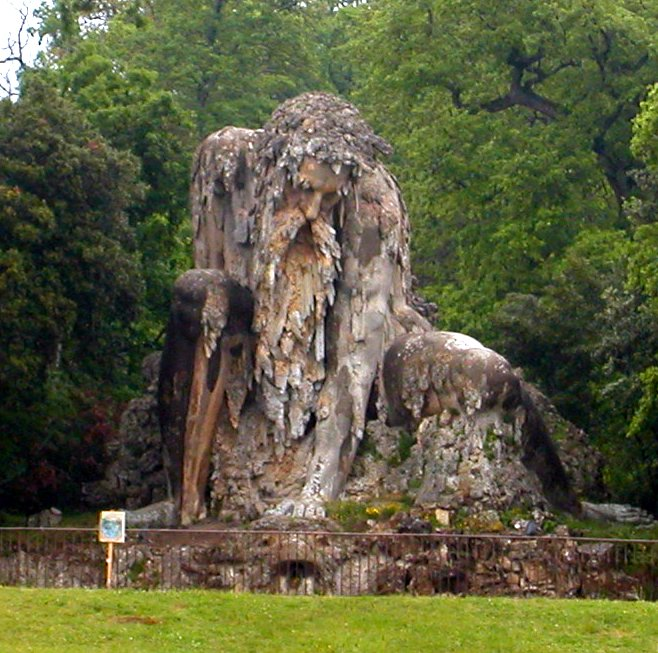
Le Colosse des Apennins de Jean Bologne dans les jardins de la Villa di Pratolino, vers 1580.

Alors que les jardins du début de la Renaissance italienne sont conçus pour la contemplation et le plaisir avec des tunnels de verdure, des arbres pour l'ombre, un giardino segreto (jardin secret) clos et des espaces pour les jeux et les divertissements, les Médicis, la dynastie régnante de Florence, utilisent les jardins pour montrer leur propre puissance et magnificence. « Au cours de la première moitié du XVIe siècle, la magnificence fut perçue comme une vertu princière et, dans toute la péninsule italienne, architectes, sculpteurs, peintres, poètes, historiens et érudits humanistes furent chargés de concocter une image magnifique pour leurs puissants mécènes. » La fontaine centrale de la Villa Medicea di Castello présente une statue d'Hercule battant Antée, une allusion au triomphe du constructeur du jardin, Cosme de Médicis contre une faction de nobles florentins qui ont tenté de le renverser. Le jardin est une forme de théâtre politique, présentant la puissance, la sagesse, l'ordre, la beauté et la gloire que les Médicis ont apportés à Florence.

## Jardins de la première Renaissance italienne

### Villa Medicea di Fiesole (1455-1790)

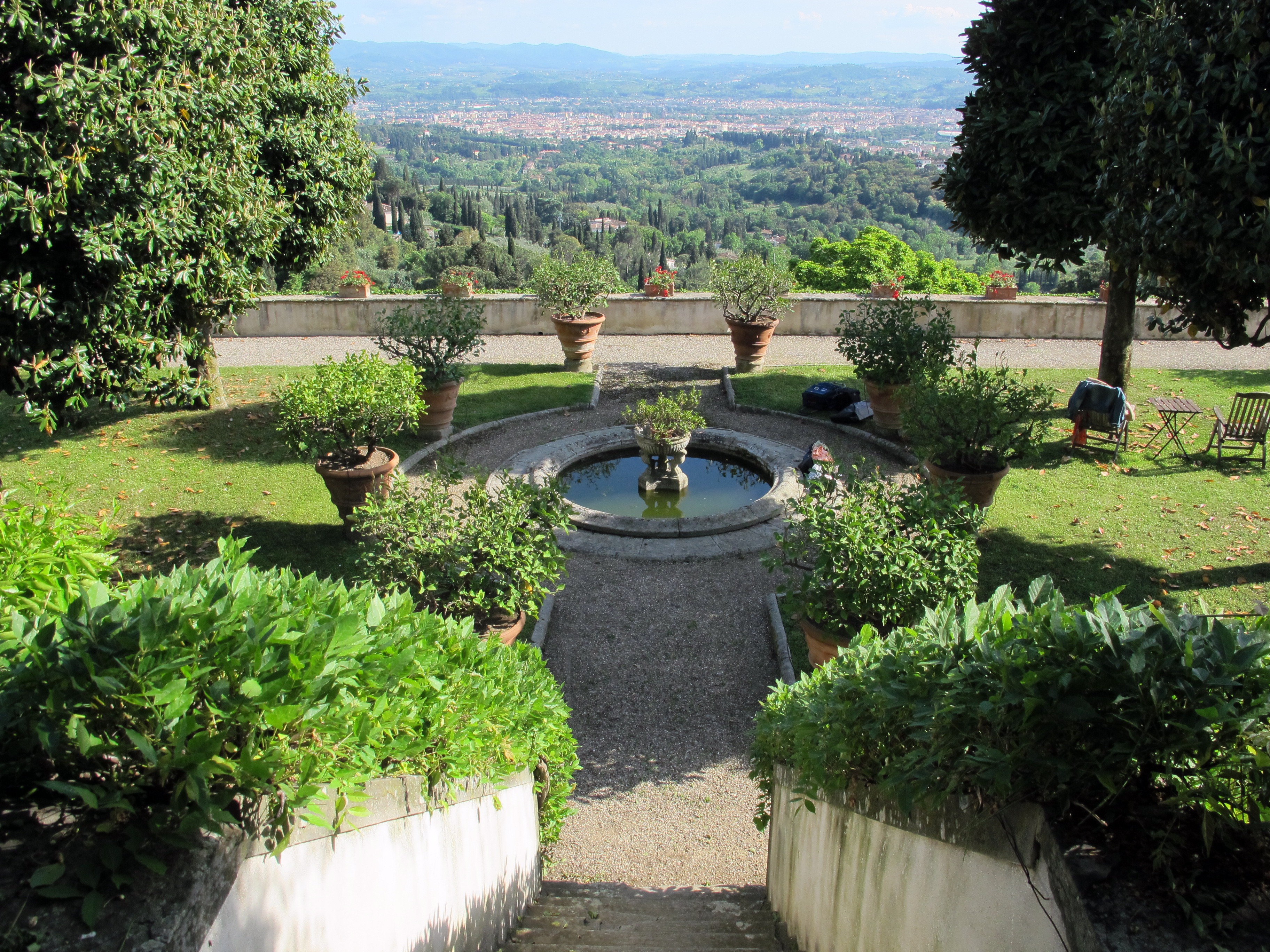
Villa Medicea di Fiesole, terrasse inférieure.

Le plus ancien jardin de la Renaissance italienne existant se trouve à la Villa Medicea di Fiesole, au nord de Florence. Il est créé entre 1455 et 1461 par Jean de Médicis (1421-1463), fils de Cosme de Médicis, fondateur de la dynastie des Médicis. Contrairement aux autres villas médicéennes situées sur des terres agricoles plates, cette villa est située sur une colline rocheuse avec vue sur Florence.
La villa Médicis suit les préceptes d'Alberti selon lesquels une villa doit avoir une vue « qui domine la ville, les terres du propriétaire, la mer ou une grande plaine, et les collines et montagnes familières », le premier plan devant avoir « la délicatesse des jardins ». Le jardin dispose de deux grandes terrasses, une au niveau du rez-de-chaussée et l'autre au niveau du premier étage. Depuis les pièces de réception du premier étage, les invités pouvaient sortir vers la loggia et de là vers le jardin. La loggia est donc un espace de transition reliant l'intérieur à l'extérieur. Contrairement aux jardins ultérieurs, la villa Médicis ne dispose pas d'un grand escalier ou d'autres éléments reliant les deux niveaux.
Laurent de Médicis, neveu de Jean, hérite de la villa et en fait un lieu de rencontre pour les poètes, les artistes, les écrivains et les philosophes. En 1479, le poète Ange Politien, précepteur des enfants Médicis, décrit le jardin dans une lettre : « ... Situé entre les pentes des montagnes, nous avons ici de l'eau en abondance et étant constamment rafraîchis par des vents modérés, nous ne trouvons que peu d'inconvénients dus à l'éclat du soleil. Lorsque vous approchez de la maison, elle semble encastrée dans le bois, mais lorsque vous l'atteignez, vous découvrez qu'elle offre une vue complète sur la ville. »

### Palais Piccolomini à Pienza, Toscane (1459)

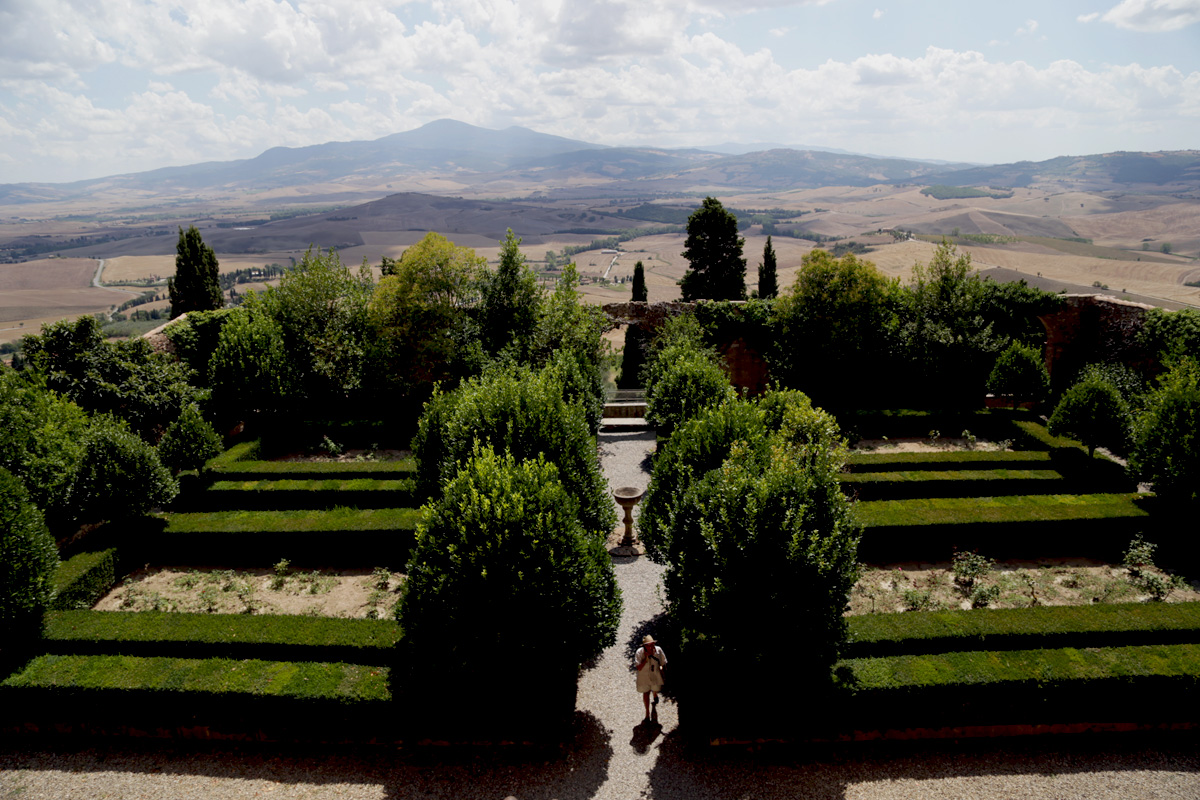
Jardin du palais Piccolomini.

Le palais Piccolomini à Pienza est construit par Enea Silvio Piccolomini, pape de 1458 à 1464, sous le nom de Pie II, un spécialiste du latin, qui a beaucoup écrit sur l'éducation, l'astronomie et la culture sociale. En 1459, il construit un palais pour lui-même, ses cardinaux et sa cour dans sa petite ville natale de Pienza. Comme la villa Médicis, une caractéristique majeure de la villa est sa vue imprenable depuis la loggia sur la vallée, le val d'Orcia, jusqu'aux pentes du mont Amiata. Plus près de la maison, des terrasses avec des parterres de fleurs géométriques entourent des fontaines et sont ornées de buissons taillés en cônes et en sphères semblables au jardin de Pline décrit dans L'Art d'édifier d'Alberti. Le jardin est conçu pour s'ouvrir sur la ville, le palais et le paysage.

### Cour du Belvédère du palais du Vatican, Rome (1504-1513)

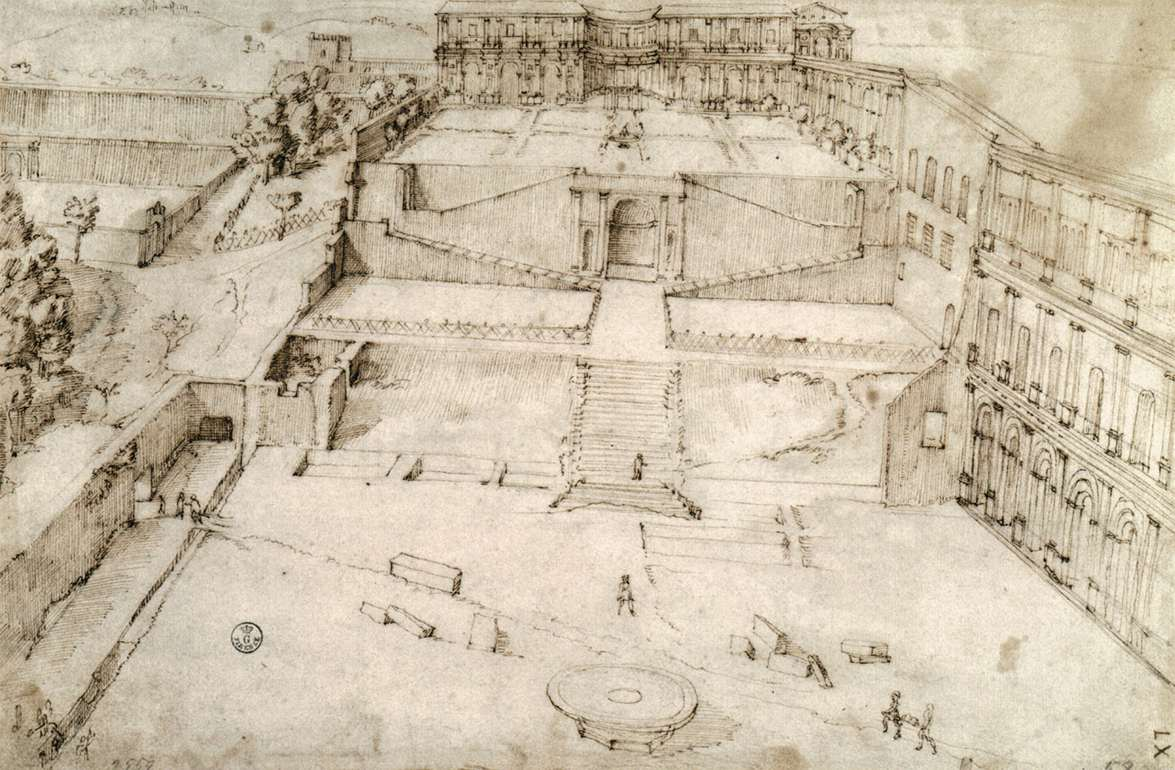
Giovanni Antonio Dosio, projet de Bramante pour la cour du Belvédère, entre 1558 et 1561.

En 1504, le pape Jules II charge l'architecte Bramante de recréer un jardin d'agrément romain classique dans la cour du Belvédère, l'espace situé entre l'ancien palais du Vatican à Rome et le palais du Belvédère voisin. Son modèle est l'ancien sanctuaire de la Fortuna Primigenia à Palestrina, l'antique Préneste. Bramante utilise les idéaux classiques de proportion, de symétrie et de perspective dans sa conception. Il crée un axe central pour relier les deux bâtiments et une série de terrasses reliées par de doubles rampes, sur le modèle de celles de Palestrina. Les terrasses sont divisées en carrés et rectangles par des allées et des parterres de fleurs et servent de décor extérieur à l'extraordinaire collection de sculptures classiques du pape, qui comprend le célèbre groupe du Laocoon et l'Apollon du Belvédère. Le cœur du jardin est constitué d'une cour entourée d'une loggia à trois niveaux, qui sert de scène pour les divertissements. Une exèdre centrale conclue la longue perspective spectaculaire sur la cour, les rampes et les terrasses<.
L'ambassadeur vénitien décrit la cour du Belvédère en 1523 : « On entre dans un très beau jardin, dont la moitié est remplie d'herbes en croissance, de lauriers, de mûriers et de cyprès, tandis que l'autre moitié est pavée de carrés de briques posées verticalement, et dans chaque carré, un bel oranger pousse du trottoir, il y en a un grand nombre, disposés dans un ordre parfait.... D'un côté du jardin se trouve une très belle loggia, à une extrémité de laquelle se trouve une jolie fontaine qui irrigue les orangers et le reste du jardin par un petit canal au centre de la loggia. »
Malheureusement, la construction de la bibliothèque apostolique vaticane à la fin du XVIe siècle au centre de la cour occulte désormais la conception de Bramante, mais ses idées de proportions, de symétrie et de perspectives dramatiques ont été utilisées dans de nombreux grands jardins de la Renaissance italienne.

### Villa Madame, Rome (1516)

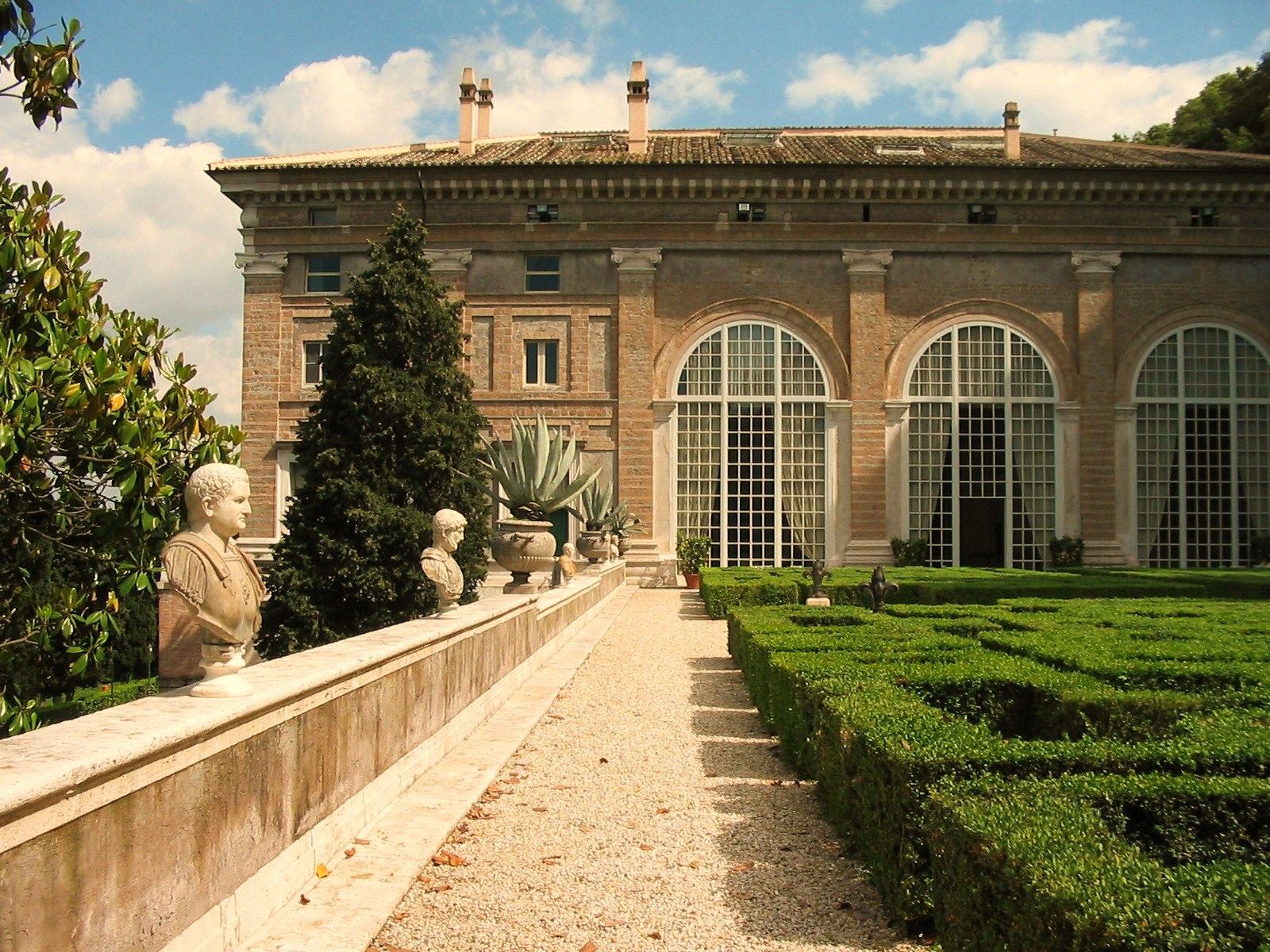
Jardin de la villa Madame.

La villa Madame, située sur les pentes du Monte Mario et surplombant Rome, est commencée par le pape Léon X et continuée par le cardinal Giulio de' Medici (1478-1534). En 1516, Léon X confie la commande à Raphaël, qui est alors l'artiste le plus célèbre de Rome. En utilisant le texte ancien du De Architectura de Vitruve et les écrits de Pline le Jeune, Raphaël imagine sa propre version d'une villa et d'un jardin classiques idéaux. Sa villa a une grande cour circulaire et est divisée en un appartement d'hiver et un appartement d'été. Des passages mènent de la cour à la grande loggia d'où l'on peut avoir une vue sur le jardin et Rome. Une tour ronde du côté est est destinée à servir de jardin d'hiver, réchauffé par le soleil entrant à travers les fenêtres vitrées. La villa donne sur trois terrasses, une carrée, une circulaire et une ovale. La terrasse supérieure devait être plantée de châtaigniers et de sapins tandis que la terrasse inférieure était destinée aux massifs végétaux.
Les travaux de la villa Madame s'arrêtent en 1520, après la mort de Raphaël, puis sont poursuivis par d'autres artistes jusqu'en 1534. Ils permettent de terminer la moitié de la villa, y compris la moitié de la cour circulaire et la loggia nord-ouest décorée de fresques grotesques de Giulio Romano et de stucs de Giovanni da Udine. Les beaux éléments qui subsistent comprennent une fontaine à tête d'éléphant de Giovanni da Udine et deux gigantesques figures en stuc de Baccio Bandinelli à l'entrée du giardino segreto, le jardin secret. La villa est maintenant la résidence d'accueil des chefs d'État étrangers reçus par le gouvernement italien.

## Jardins de la Haute Renaissance
De magnifiques jardins suivant les principes d'Alberti et de Bramante sont construits par les Médicis et d'autres riches familles et particuliers au milieu du XVIe siècle ; ils sont généralement situés au sommet d'une colline ou sur les pentes d'une montagne, avec une série de terrasses symétriques, les unes au-dessus des autres, le long d'un axe central ; la maison donne sur le jardin et le paysage au-delà et elle est elle-même visible du fond du jardin. Les développements de l'hydrologie permettent d'équiper les jardins de cascades et de fontaines de plus en plus élaborées et majestueuses, ainsi que de statues rappelant la grandeur de la Rome antique.

### Villa Medicea di Castello, Toscane (1538)
La Villa Medicea di Castello est le projet de Cosme Ier, premier duc de Toscane, commencée alors qu'il n'a que dix-sept ans. Elle est conçue par Niccolò Tribolo, qui a conçu deux autres jardins : le jardin des simples de Florence (1545) et le jardin de Boboli (1550) pour Cosme de Médicis.
Le jardin est aménagé sur une pente douce entre la villa et la colline du Monte Morello. Tribolo construit d'abord un mur sur la pente, la divisant en un jardin supérieur rempli d'orangers et un jardin inférieur subdivisé en salons de jardin avec des murs de haies, des rangées d'arbres et des tunnels d'agrumes et de cèdres. Un axe central, articulé par une série de fontaines, s'étend depuis la villa jusqu'au pied du Monte Morello. Par cet agencement, le jardin a à la fois de grandes perspectives et des espaces clos et privés.
Le jardin inférieur possède une grande fontaine en marbre sur un fond de cyprès sombres, avec des figures d'Hercule et d'Antée, destinée à être vue. Juste au-dessus de cette fontaine, au centre du jardin, se trouvait un labyrinthe de haies formées de cyprès, de lauriers, de myrtes, de rosiers et de buis. Une autre fontaine avec une statue de Vénus se trouvait au milieu du labyrinthe. Autour de cette fontaine, Cosme fait installer sous les tuiles des tuyaux en bronze pour les giochi d'acqua (jeux d'eau), des conduits dissimulés qu'on peut ouvrir avec une clé pour arroser les invités sans méfiance. Une maison arboricole, dissimulée dans un chêne couvert de lierre grimpant, avec une salle à manger carrée à l'intérieur de l'arbre, constitue une autre caractéristique inhabituelle de ce jardin.
À l'extrémité du jardin et adossée à un mur, Tribolo crée une grotte élaborée, décorée de mosaïques, de galets, de coquillages, d'imitations de stalactites et de niches avec des groupes de statues d'animaux et d'oiseaux domestiques et exotiques, dont beaucoup avec de vraies cornes, des bois et des défenses. Les animaux symbolisent les vertus et les réalisations des anciens membres de la famille Médicis. L'eau coulait des becs, des ailes et des griffes des animaux dans des bassins de marbre situés sous chaque niche. Une porte pouvait se fermer brusquement derrière les visiteurs, et ceux-ci étaient inondés par des fontaines cachées.
Un petit bois, ou bosco, avec un étang au centre, se trouve au-dessus de la grotte, à flanc de colline. Dans l'étang, une statue en bronze d'un géant frissonnant, avec de l'eau froide coulant sur sa tête, représente soit le mois de janvier, soit les Apennins.
À la mort du dernier Médicis en 1737, le jardin commence à être modifié par ses nouveaux propriétaires, la Maison de Lorraine ; le labyrinthe est démoli et la statue de Vénus est déplacée à la Villa Medicea La Petraia, mais bien avant, le jardin a été décrit par de nombreux ambassadeurs et visiteurs étrangers et est devenu célèbre dans toute l'Europe. Ses principes de perspective, de proportion et de symétrie, ses massifs géométriques et ses pièces aux murs d'arbres et de haies, sont repris aussi bien dans les jardins de la Renaissance française que dans le jardin à la française qui suit.

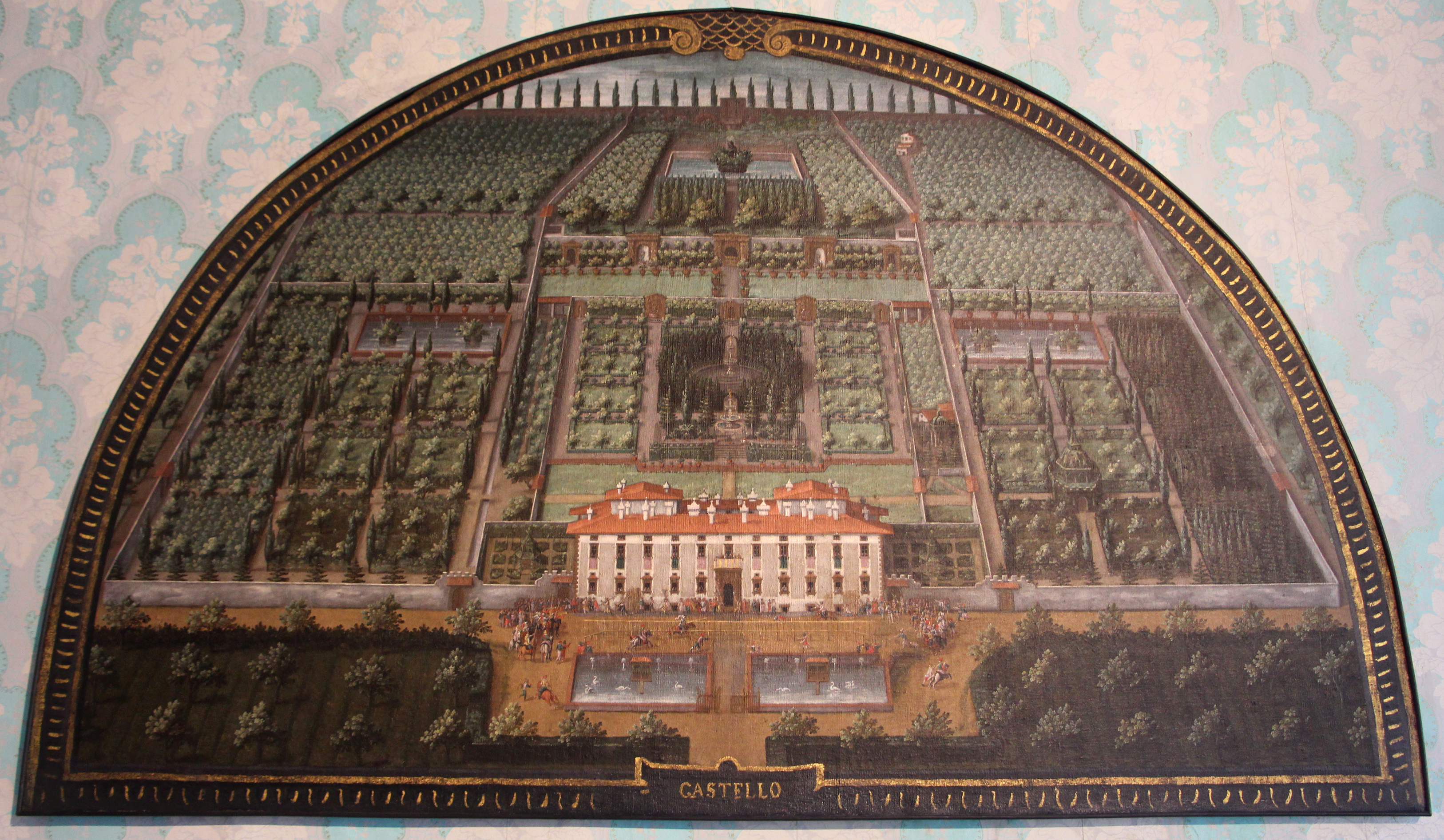
Lunette de la Villa Medicea di Castello telle qu'elle était en 1599, peinte par Giusto Utens.
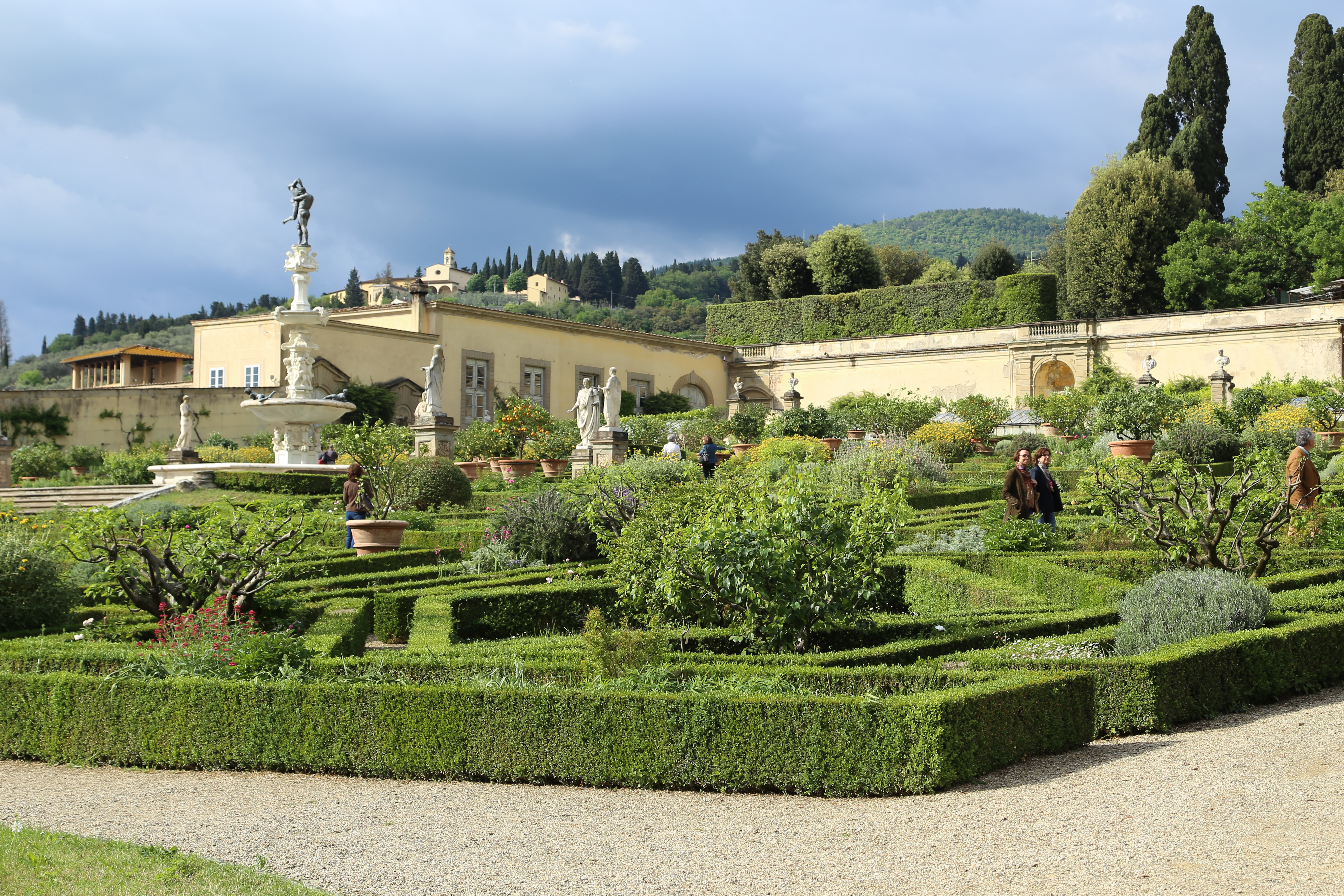
Fontaine d'Hercule et d'Antée dans les jardins de la Villa di Castello.
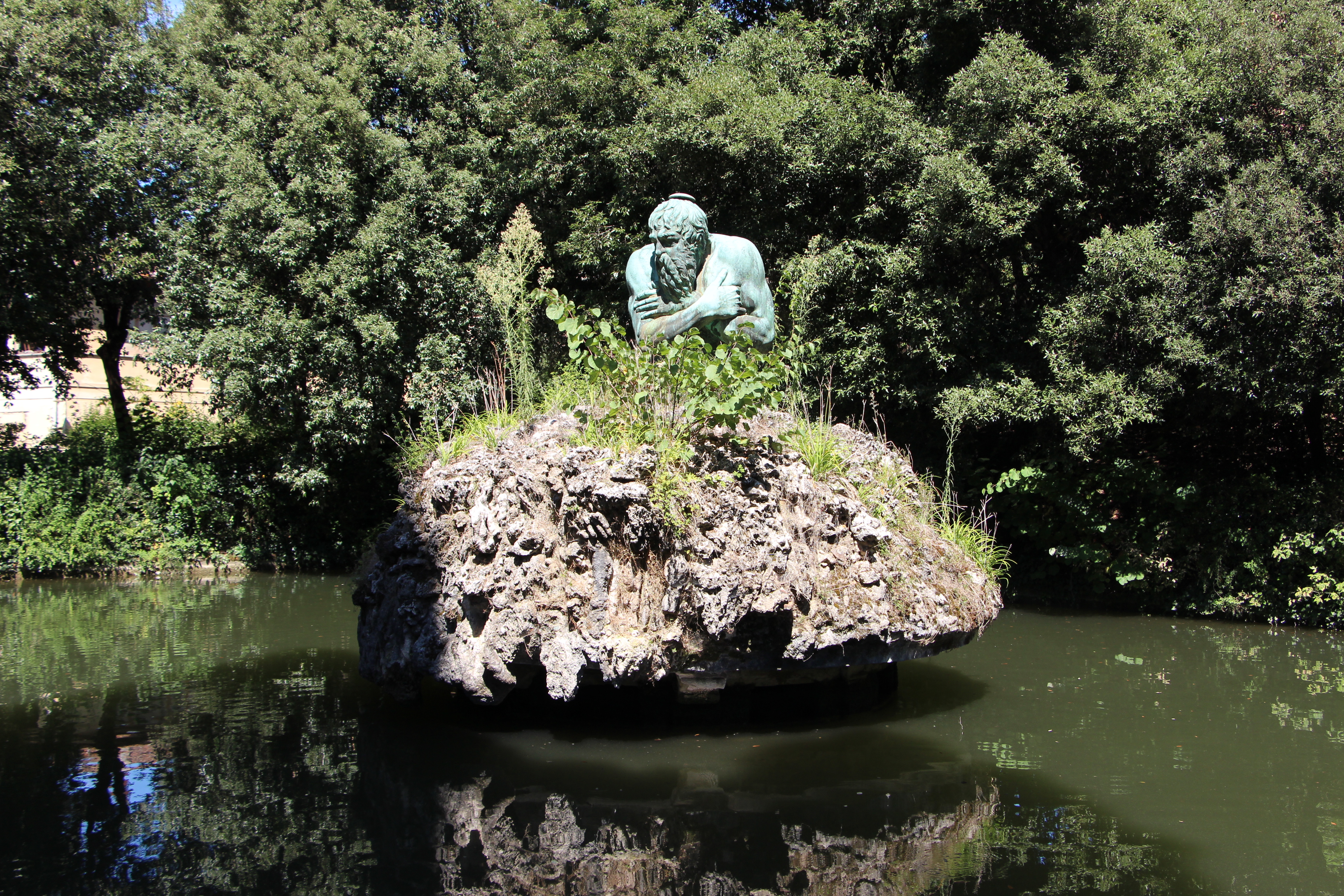
Bartolomeo Ammannati, Fontaine de janvier.

### Villa d'Este à Tivoli (1550-1572)
Le jardin de la villa d'Este à Tivoli est l'un des jardins les plus grandioses et les mieux conservés de la Renaissance italienne. Il est créé par le cardinal Hippolyte d'Este, fils d'[[[Alphonse Ier d'Este|[Alphonse Ier d'Este]], duc de Ferrare, et de Lucrèce Borgia. Il est nommé cardinal à l'âge de vingt-neuf ans et devient gouverneur de Tivoli en 1550. Pour aménager sa résidence, il utilise un ancien couvent franciscain et, pour le jardin, achète le versant escarpé attenant et la vallée en contrebas. Son architecte est Pirro Ligorio, qui effectue des fouilles pour Hippolyte dans les ruines voisines de l'antique villa d'Hadrien, la vaste résidence de campagne de l'empereur romain Hadrien, qui possédait de nombreuses pièces d'eau élaborées.
Pirro Ligorio crée le jardin comme une série de terrasses descendant le flanc d'une colline escarpée au bord des montagnes surplombant la plaine du Latium. Les terrasses sont reliées par des portes ; de grands escaliers partent d'une terrasse située en dessous de la villa et descendent jusqu'à la Fontaine des Dragons au pied du jardin. L'escalier est traversé par cinq allées traversantes sur les différents niveaux, divisées en pièces par des haies et des treillages recouverts de vignes. Aux croisements des escaliers et des allées se trouvent des pavillons, des arbres fruitiers et des plantes aromatiques. Au sommet, la promenade empruntée par le cardinal passe au-dessous de la villa et mène dans un sens à la Grotte de Diane et dans l'autre à la Grotte d'Asclépios.
Le système de fontaines, alimentées par deux aqueducs que Ligorio construit à partir de l'Aniene, fait la gloire de la Villa. Au centre du jardin, l'Allée des Cent Fontaines (qui compte en réalité deux cents fontaines) traverse le flanc de la colline, reliant la Fontaine Ovale à la Fontaine de Rome, décorée de maquettes des monuments célèbres de la ville. À un niveau inférieur, une autre ruelle passe par la Fontaine des Dragons et relie la Fontaine de Proserpine à la Fontaine de la Chouette. Encore plus bas, une allée d'étangs piscicoles relie la Fontaine de l'Orgue à l'emplacement d'un projet de Fontaine de Neptune.
Chaque fontaine et chemin raconte une histoire, reliant la famille d'Este aux légendes d'Hercule et d'Hippolyte, le fils mythique de Thésée et d'Hippolyte, la reine des Amazones. L'axe central mène à la Fontaine des Dragons, qui illustre l'un des travaux d'Héraclès ; trois autres statues d'Hercule ont été retrouvées dans le jardin. Le mythe d'Hippolyte, homonyme mythique du propriétaire, est illustré par deux grottes, celle d'Asclépios et celle de Diane.
La fontaine de la Chouette utilise une série de tuyaux en bronze comme des flûtes pour émettre le son des oiseaux, mais l'élément le plus célèbre du jardin est la grande fontaine de l'Orgue. Elle est décrite par le philosophe français Michel de Montaigne, qui visite le jardin en 1580 : « La musique de la Fontaine de l'Orgue est une vraie musique, créée naturellement... fait par l'eau qui tombe avec une grande violence dans une grotte arrondie et voûtée, et agite l'air, qui est forcé de sortir par les tuyaux d'un orgue. Une autre eau, passant par une roue, frappe dans un certain ordre le clavier de l'orgue. L'orgue imite également le son des trompettes, le son des canons et le son des mousquets, produits par la chute soudaine de l'eau... »
Le jardin est considérablement modifié après la mort du cardinal et au XVIIe siècle ; de nombreuses statues sont vendues, mais les éléments de base demeurent : la Fontaine de l'Orgue a été récemment restaurée et produit à nouveau de la musique.

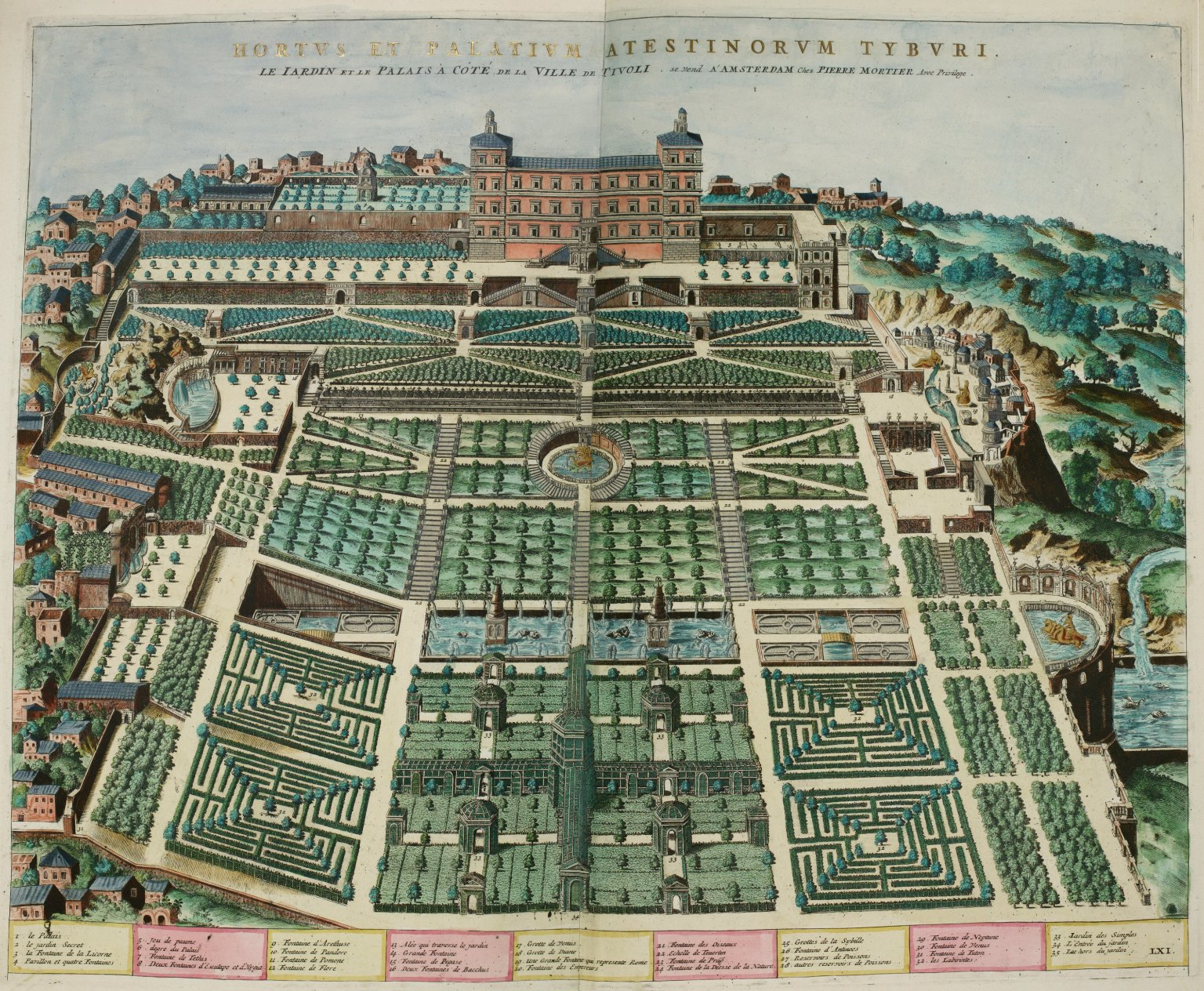
Étienne Dupérac, Jardins de la villa d'Este, 1560-1575.
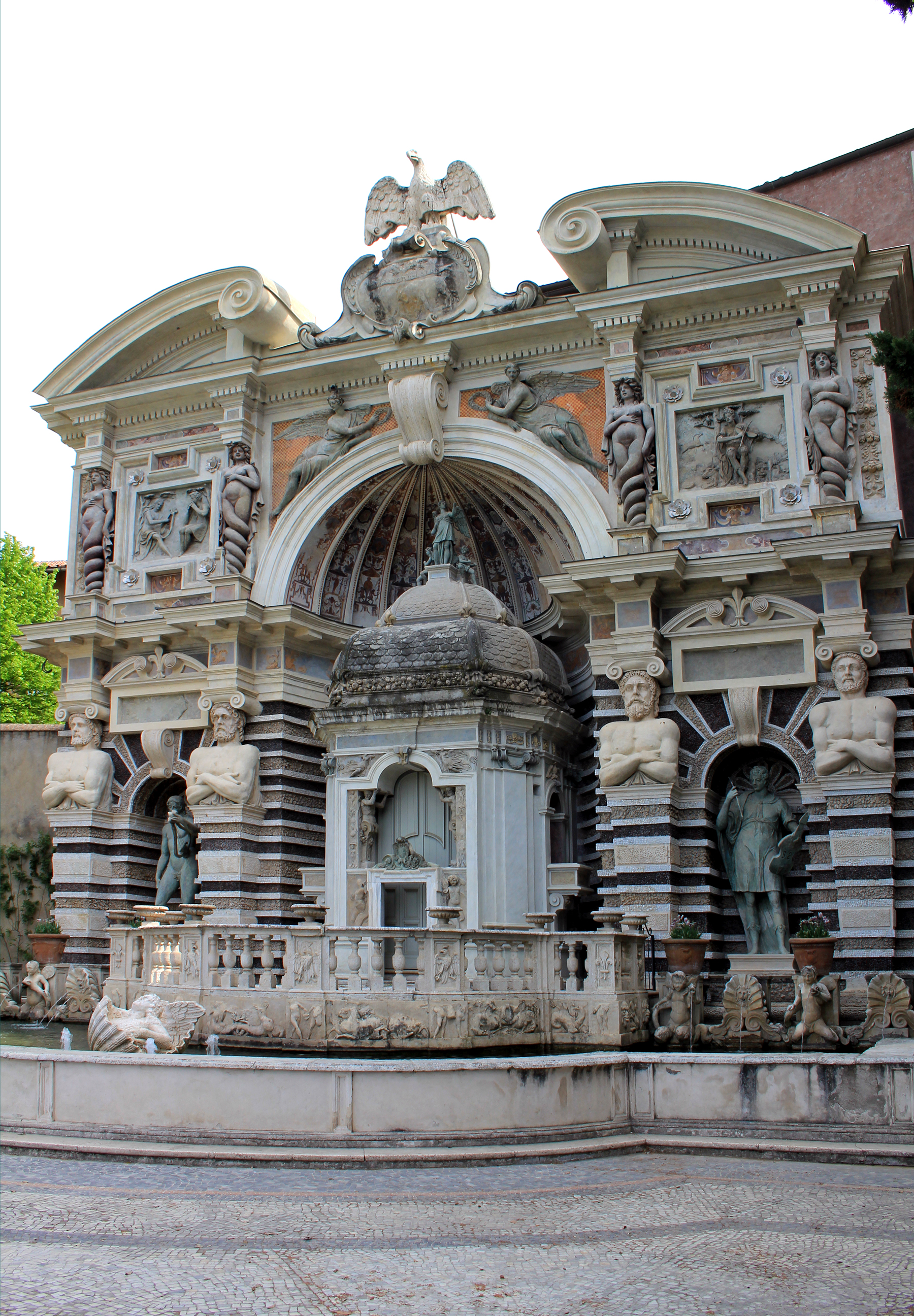
Fontaine de l'Orgue.
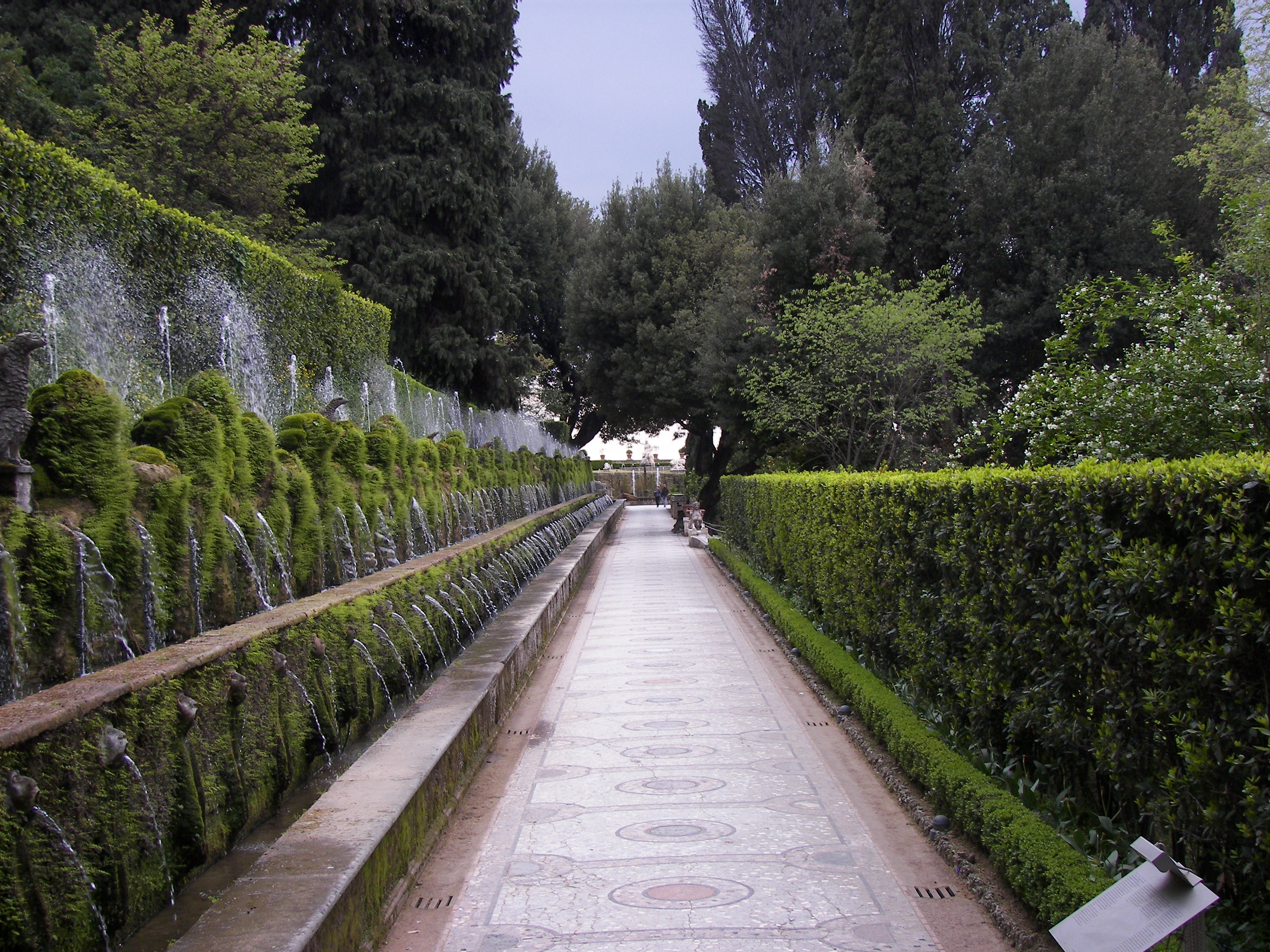
Allée des Cent Fontaines.
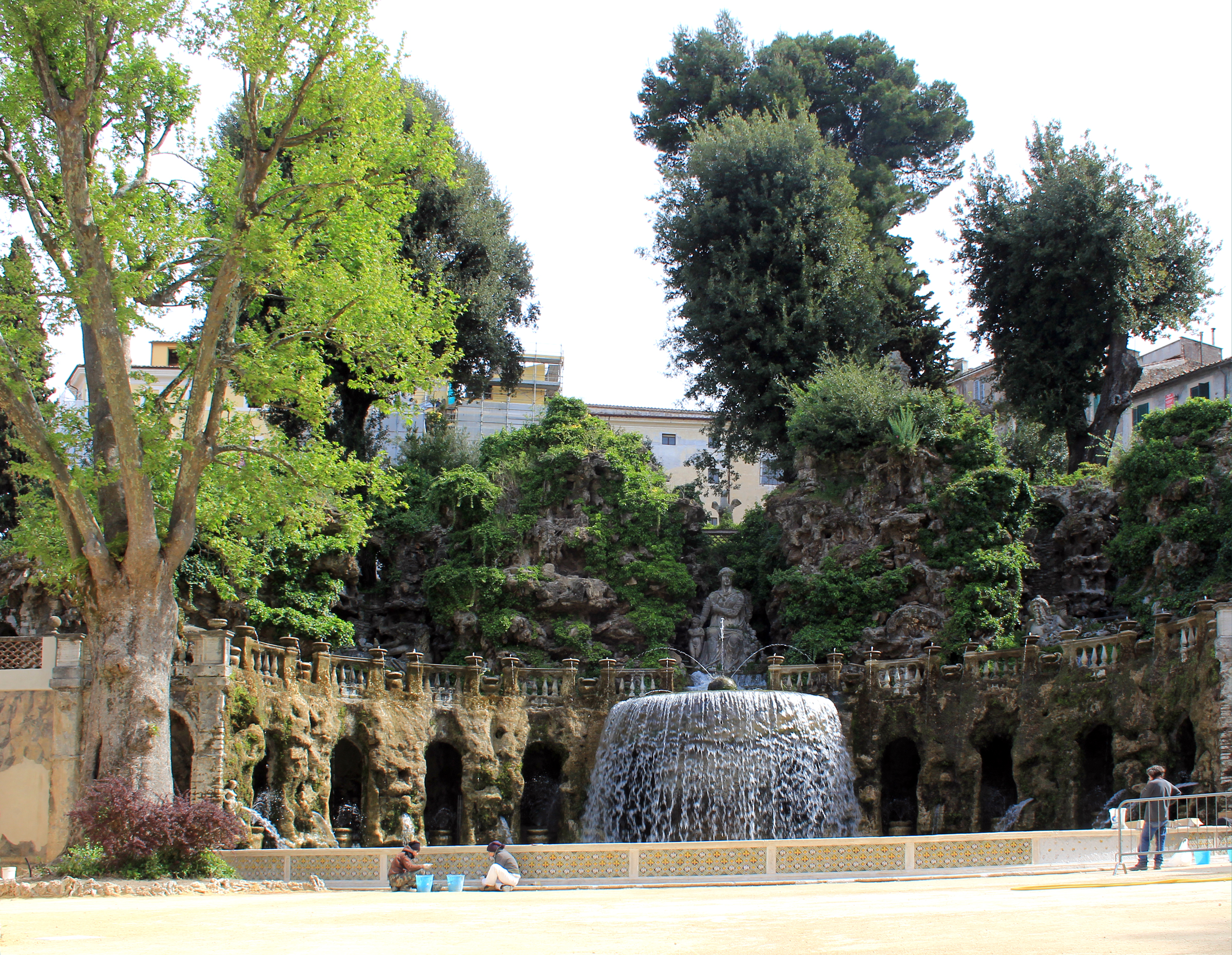
Fontaine Ovale.

## Jardins de la fin de la Renaissance et du maniérisme
Le maniérisme est un style qui se développe dans la peinture dans les années 1520 et qui défie les règles traditionnelles de la peinture de la Renaissance. « Les peintures maniéristes étaient intensément élégantes, raffinées et complexes, leur composition bizarre et leur sujet fantastique. » Ceci décrit également les jardins maniéristes apparus à partir de 1560 environ.

### Villa Della Torre (1559)
La Villa Della Torre, construite pour Giulio Della Torre (1480-1563), professeur de droit et érudit humaniste, à Vérone, est une parodie des règles classiques de Vitruve. Le péristyle de l'édifice est parfaitement harmonieux, dans le style de Vitruve, mais certaines pierres sont grossièrement taillées et de différentes tailles, décorées de masques qui projettent de l'eau, ce qui trouble l'harmonie classique : « Le bâtiment était déformé : il semblait pris dans un état étrange et amorphe, entre simplicité rustique grossière et perfection classique. » Les cheminées à l'intérieur ont la forme de bouches de masques gigantesques. À l’extérieur, le jardin est rempli d’éléments architecturaux inquiétants, notamment une grotte dont l’entrée représente la bouche de l’enfer, avec des yeux qui montrent des feux brûlant à l’intérieur.

### Sacro Boscoà Bomarzo, Latium (1552-1584)

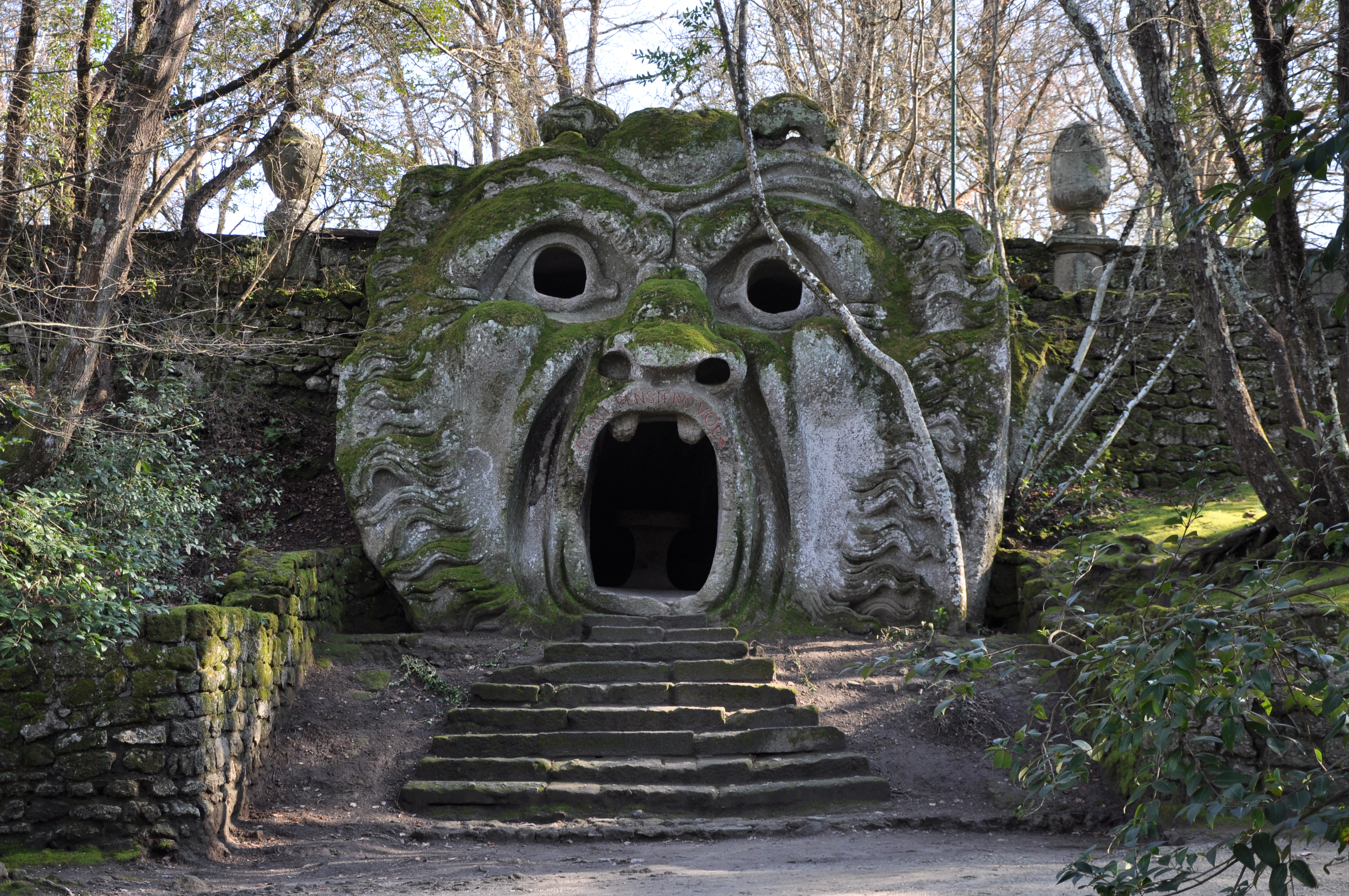
Sacro Bosco, L'ogre à la Bouche de l'enfer (1552-1584).

Le Sacro Bosco, ou « Bois sacré », de Bomarzo est le plus célèbre et le plus extravagant des jardins maniéristes. Il est créé pour Pier Francesco Orsini (1523-1584), le futur pape Benoît XIII, près du village de Bomarzo. Plein d'esprit et irrévérencieux, il enfreint toutes les règles des jardins de la Renaissance ; il n’y a ni symétrie, ni ordre, ni point focal. Une inscription dans le jardin dit : « Vous qui avez parcouru le monde à la recherche de grandes et prodigieuses merveilles, venez ici, où se trouvent des visages horribles, des éléphants, des lions, des ogres et des dragons. »
Le jardin est rempli d'énormes statues, auxquelles on accède par des sentiers errants. Il comprend une bouche de l'enfer, une maison qui semble s'effondrer, des animaux et des personnages fantastiques, dont beaucoup sont sculptés dans la roche volcanique brute présente dans le jardin. Certaines scènes sont tirées du poème épique romantique Orlando furioso de L'Arioste et d'autres d'œuvres de Dante Alighieri et Pétrarque. Comme le note une inscription dans le jardin, le Sacro Bosco « ne ressemble qu'à lui-même et à rien d'autre ».

## Premiers jardins botaniques

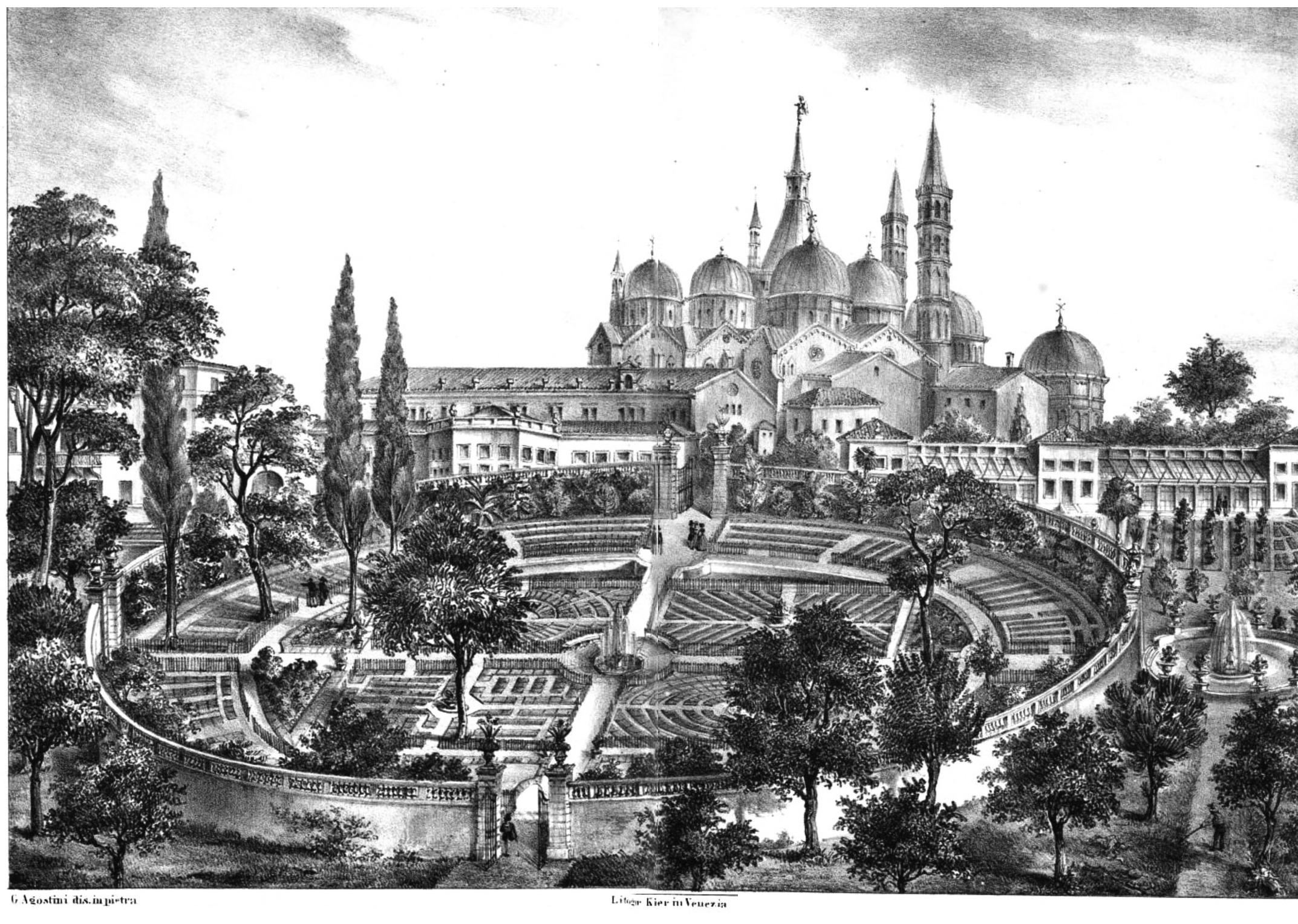
Le jardin botaniques de Padoue (1543), d'après une gravure contemporaine de la basilique Saint-Antoine.

La Renaissance italienne voit également une révolution dans l'étude de la botanique grâce à la classification systématique des plantes et à la création des premiers jardins botaniques. Au Moyen Âge, les plantes étaient étudiées pour leurs usages médicinaux. Jusqu'au XVIe siècle, l'ouvrage de référence sur la botanique est De Materia Medica, écrit au Ier siècle par un médecin grec, Dioscoride, qui décrit six cents plantes ; il manque de nombreuses plantes indigènes d'Italie, les descriptions sont vagues et les illustrations stylisées et inexactes. En 1533, l'université de Padoue crée la première chaire de botanique et nomme Francesco Bonafede premier professeur Simplicium, professeur de « simples » ou plantes médicinales. En 1545, un érudit de la faculté de médecine de l'université de Padoue, Pierandrea Mattioli, écrit un nouveau livre sur les herbes médicinales, Commentarii in libros sex Pedanii Dioscoridis, qui, dans des éditions successives, décrit systématiquement et donne les usages médicinaux de douze cents plantes différentes. Ces travaux scientifiques sont facilités par les marins et les explorateurs revenant du Nouveau Monde, d'Asie et d'Afrique, qui rapportent des échantillons de plantes inconnues en Europe.
En juin 1543, l'université de Padoue crée le premier jardin botanique au monde, le jardin botanique de Padoue, et l'université de Pise suit avec son propre jardin, le jardin botanique de Pise, en 1545. En 1591, le jardin de Padoue compte plus de 1 168 plantes et arbres différents, dont un Palmier doum d'Égypte. En 1545, à Florence, Cosme de Médicis fonde le jardin des simples de Florence, le jardin des herbes médicinales. Bientôt, les facultés de médecine des universités de Bologne, Ferrare et Sassari ont toutes leur propre jardin botanique rempli de plantes exotiques du monde entier.

## Glossaire du jardin de la Renaissance italienne
- Le bosco sacro (bois sacré) est un bosquet d'arbres inspiré des bosquets où les païens s'adonnaient à l'adoration. Dans les jardins de la Renaissance et surtout maniéristes, cette section est remplie de statues allégoriques d'animaux, de géants et de créatures légendaires.
- Le fontaniere (fontainier) désigne l'ingénieur hydraulique qui a conçu le système d'eau et les fontaines.
- Le giardino segreto (jardin secret) est jardin privé clos à l'intérieur même du jardin, inspiré des cloîtres des monastères médiévaux, lieu de lecture, d'écriture ou de conversations tranquilles[32].
- Les giochi d'acqua (jeux d'eau) sont des fontaines dissimulées qui inondent les visiteurs sans méfiance.
- Les semplici (simples médecines) sont des plantes et herbes médicinales.